# Scott Horowitz
Scott Jay Horowitz, detto Doc (Filadelfia, 24 marzo 1957), è un ex astronauta statunitense. Ha partecipato a quattro missioni spaziali Shuttle (STS-75, STS-82, STS-101 e STS-105), tre come pilota e una come comandante.